# Enyaliopsis ephippiatus
Enyaliopsis ephippiatus är en insektsart som först beskrevs av Gerstaecker 1869.  Enyaliopsis ephippiatus ingår i släktet Enyaliopsis och familjen vårtbitare. Inga underarter finns listade i Catalogue of Life.